# Sirenoscincus mobydick
Sirenoscincus mobydick és una espècie de saures de la família dels escíncids. El seu nom fa referència a Moby Dick, la balena blanca de la novel·la del mateix nom de Herman Melville, a causa de les seves característiques poc comunes, com ara l'absència de membres posteriors i la presència de membres anteriors semblants a aletes de dofí, ulls molt petits i la total absència de pigmentació. Aquesta espècie és endèmica de la regió de Sofia, a Madagascar. L'holotip i el paratip provenen de la població de Boriziny. Aquest rèptil no té pigmentació i ha perdut les extremitats posteriors, però en conserva les anteriors. «Un pla d'organització morfològica que recorda al dels cetacis, segons subratlla el CNRS (Centre Nacional de la Recerca Científica)». La descripció de l'espècie per Aurélien Miralles i els seus col·legues fou publicada el 2012.